# Station Międzyrzec Podlaski
Station Międzyrzec Podlaski is een spoorwegstation in de Poolse plaats Międzyrzec Podlaski.